# Agnes (Göppingen)
Das Agnes (Eigenschreibweise agnes) ist ein Einkaufszentrum mit Schwerpunkt auf Einzelhandel, Gastronomie, Fitness, Dienstleistung und Freizeit in der Innenstadt von Göppingen in Baden-Württemberg.
Die Eröffnung fand am 17. November 2022 statt.

## Einkaufszentrum
Die Verkaufsfläche umfasst insgesamt 21.000 m².
Der Gebäudekomplex des Agnes liegt zum Teil auf dem Gelände des ehemaligen Galeria Kaufhof, das erweitert wurde und im Oktober 2020 durch Insolvenz aufgab. Bis zum Auszug des Kaufhofs hatten die Investoren des Agnes vergeblich versucht, die Einzelhandelsunternehmen zum Weitermachen zu bewegen und als Teil des geplanten Stadtquartiers beizubehalten.
Mit ca. 21.000 m² Mietfläche auf drei Handelsebenen bietet das Einkaufszentrum Platz für etwa 50 Ladengeschäfte, Restaurants und Dienstleister. Die Eigentümer-Familien investierten etwa 100 Millionen Euro in den neuen Standort in der Göppinger Innenstadt. Das Agnes verfügt über ein Parkhaus mit 700 Stellplätzen und ist mit drei Bushaltestellen am Gebäude für den ÖPNV erreichbar.

## Eröffnung
Eröffnet wurde das Agnes bisher nur teilweise: Das Modehaus aachener nimmt mit 6000 m² die größte Fläche ein und wurde am 30. April 2022 offiziell eröffnet. Das Parkhaus wurde im Mai 2022 eröffnet und direkt im Anschluss das Fitnessstudio im Haus, das mit 1600 m² die zweitgrößte Fläche des Geländes einnimmt. Am 17. November fand die Eröffnung statt.
Das Gelände des Agnes liegt zwischen Bleicherstraße, Mörikestraße und Poststraße. Die geplante Eröffnung des Agnes verschob sich mehrmals, nicht zuletzt auch durch die COVID-19-Pandemie.

## Geschichte
Kurz vor dem Baustart im März 2019 erhielt Simon Schenavsky, einer der beiden Investoren und Eigentümer des Agnes, kritische Töne des Oberbürgermeisters Guido Till. Dieser teilte öffentlich mit, dass die Zeit der Einkaufszentren vorbei sei und er nicht mehr daran glaube. Eine konkrete Bebauung sei nicht zu erwarten.
Die Kritik des Oberbürgermeisters war unmittelbar mit dem Vorschlag verbunden, die Verkaufsfläche zu reduzieren oder das gesamte Gelände samt bisheriger Planung an die Stadt Göppingen zu verkaufen. Der Wunsch der Stadt nach mehr Wohnungen sollte damit erfüllt werden. Schenavsky erwiderte die Kritik damit, dass öffentliche Kritik nicht seine Sache sei. Dies erwarte er ebenso seitens des Oberbürgermeisters. Ein anschließendes Angebot von Schenavsky, im südlichen Bereich an der Geislinger Straße 40 bis 60 neue Wohnungen zu bauen anstelle des bisher angedachten Hotels mit 80 bis 100 Zimmern wurde jedoch abgelehnt und soll im Laufe des zweiten Bauabschnitts wiederholt besprochen werden.
Mit dem Bau des Einkaufszentrums wurde die Göppinger Firma Leonhard Weiss beauftragt.